# CASA CN-235
O CASA/IPTN CN-235 é uma aeronave bimotor de transporte de médio alcance que foi desenvolvida em conjunto pela EADS CASA da Espanha e IPTN da Indonésia participando da aviação regional e no transporte militar. Com a extinção da EADS em janeiro de 2014, o modelo passou a ser produzido pela Airbus Defence and Space, uma divisão da Airbus voltada para os setores aeroespacial, defesa e aviação militar. Suas primeiras versões militares são: patrulha marítima, vigilância, e transporte militar. O maior utilizador desta aeronave é a Turquia, que possui 61 SV-235.

## Design e desenvolvimento
O projeto foi um trabalho em conjunto entre a CASA e a fabricante indonésia IPTN, formando a Airtech para gerenciar o programa. A cooperação seguiu apenas até a série 10 e séries 100/110, com versões posteriores sendo desenvolvidas independentemente. Mais de 230 de todas as versões do CN-235 estão em serviço e acumularam já mais de 500.000 horas de voo.
O desenho se iniciou em Janeiro de 1980 realizando seu primeiro voo em 11 de Novembro de 1983. A certificação indonésia e espanhola foi apenas em 20 de Junho de 1986; O primeiro voo da primeira aeronave produzida (em série) foi em 19 de Agosto de 1986 e a certificação tipo da FAA foi dada em 3 de Dezembro de 1986. A aeronave entrou em serviço apenas no dia 1 de Março de 1988.
Em 1995, a CASA iniciou desenvolvimento de uma versão estendida do CN-235, conhecido como C-295. Em Dezembro de 2002, a Marinha Colombiana informou a compra de dois CN-235 para missões de patrulha e antitráfico de drogas.
Em Abril de 2005, a Venezuela comprou dois CN-235 para vigilância marítima mais 10 aeronaves para transporte C-295 mas a operação foi interrompida pelo fato de os Estados Unidos da América se recusarem a transferir tecnologia americana.
Em Janeiro de 2006, a Tailândia solicitou uma compra com a Dirgantara de 10 aeronaves, seis para o Ministério da Defesa e quatro para o Ministério da Agricultura.
Em Dezembro de 2007, a Espanha encomendou duas aeronaves CN-235 para patrulha marítima para a Guardia Civil, com entrega estimada em 2008–2009.
Um CN-235 MPA foi entregue pela Dirgantara para o Ministério da Defesa da Indonésia em Junho de 2008.

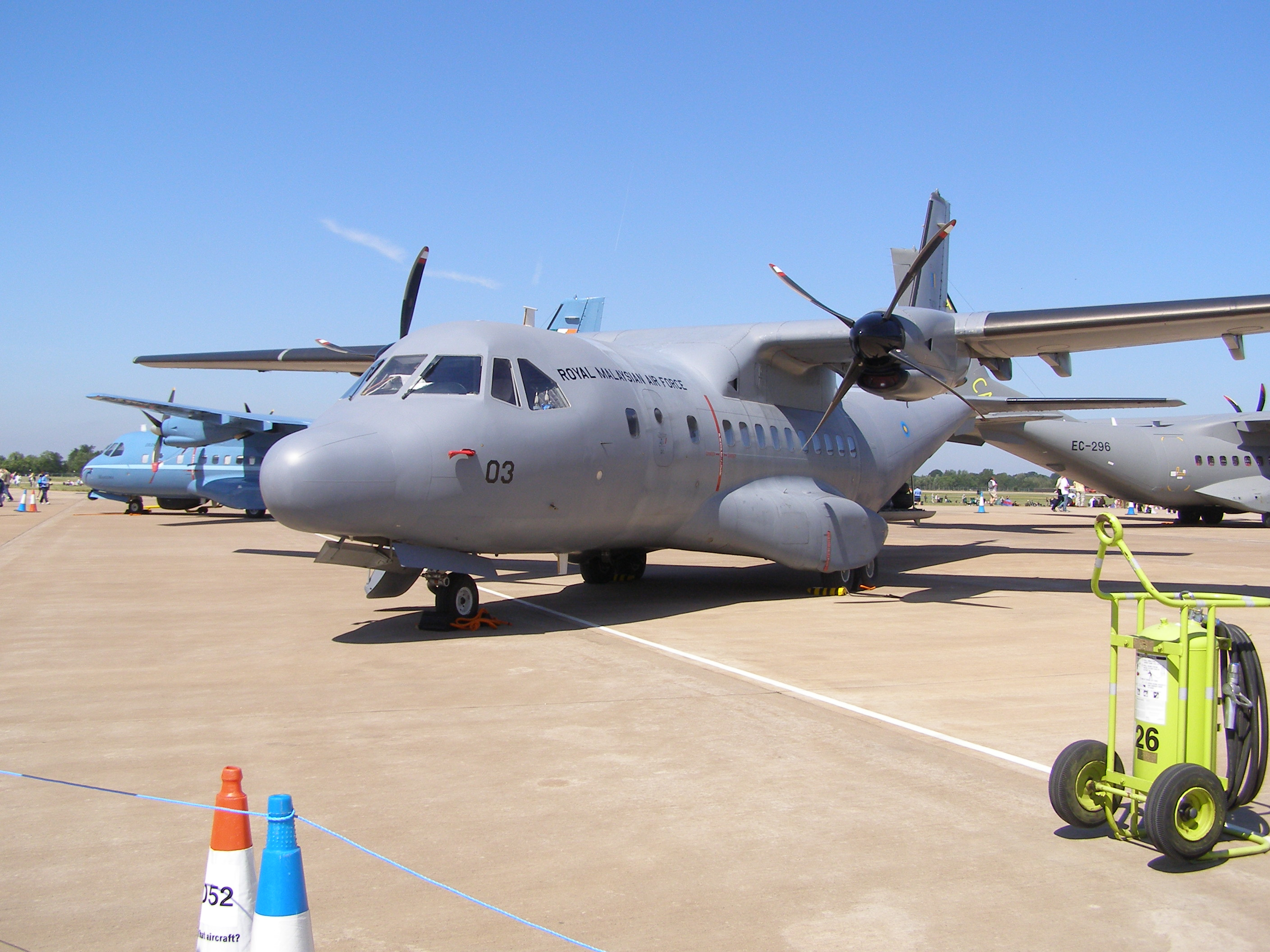
Força Aérea Real da Malásia

O CN-235 foi selecionado pela Guarda Costeira dos Estados Unidos como uma aeronave de Médio Alcance para Patrulha e Vigilância Marítima (MRSMPA), dos quais 36 estão sendo comprados para substituir o HU-25 Guardian da guarda costeira. Estes são designados como HC-144A Ocean Sentry .  O primeiro HC-144A foi entregue pela EADS CASA à Lockheed Martin para instalação de seus equipamentos de missões específicas em Dezembro de 2006. O HC-144A recebeu a Homologação de Operação Inicial (IOC) em 2 de Abril de 2009. Oito HC-144A
foram entregues para a guarda costeira em 1 de Julho de 2009.
Em Agosto de 2006, três CASA CN-235-10 continuavam em serviço de linha aérea, na Africa, dois com a Safair e um com a Tiko Air. A Asian Spirit opera um único CN-235-220 nas Filipinas, com dados de Junho/Julho de 2007.
O Corpo Aéreo Irlandês opera duas aeronaves da CASA para serviços de Patrulha Marítima.
Há pelo menos dois CN-235 voando na Força Aérea dos Estados Unidos em uma versão não divulgada no 427º Esquadrão de Operações Especiais.
No início de Julho de 2008, a Marinha Mexicana anunciou a compra de seis CASA CN-235 da Espanha.[carece de fontes?] Em Abril de 2010, Hervé Morin, Ministro da Defesa Francesa, anunciou o pedido de oito CN-235-300.

## Variações

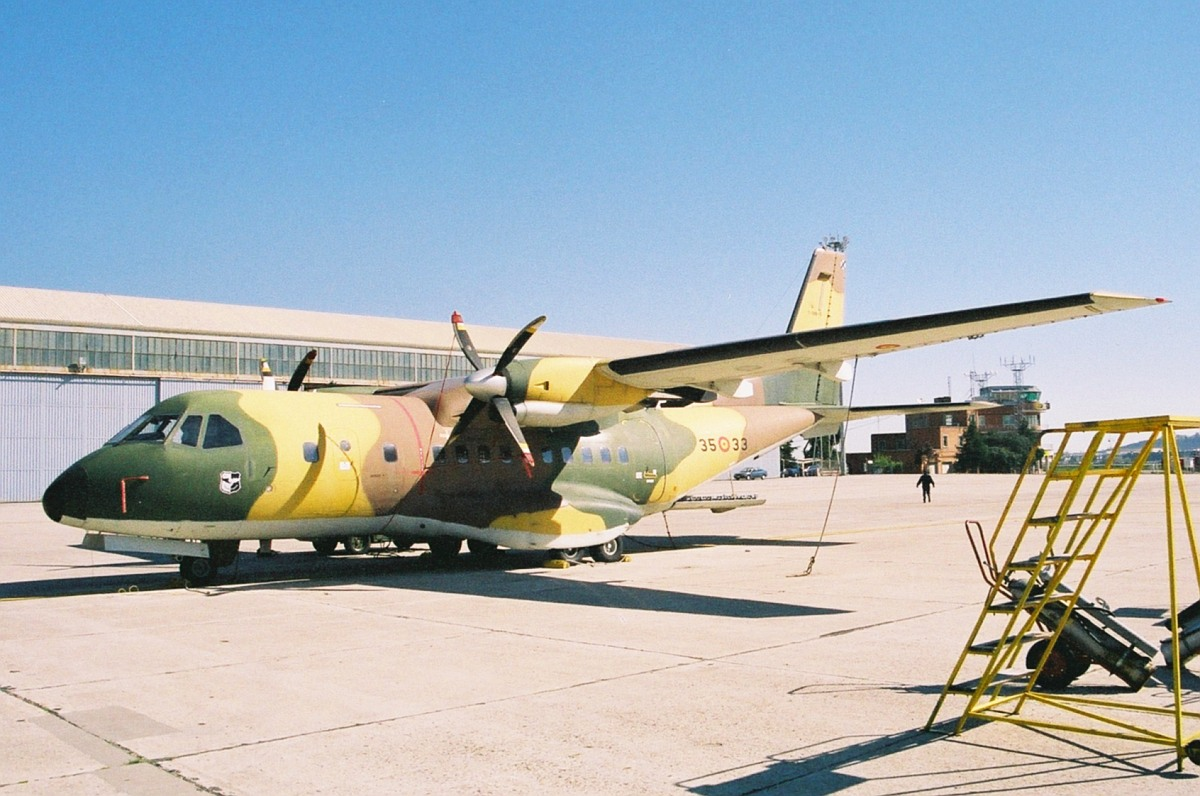
Um CASA CN-235 da Força Aérea Espanhola

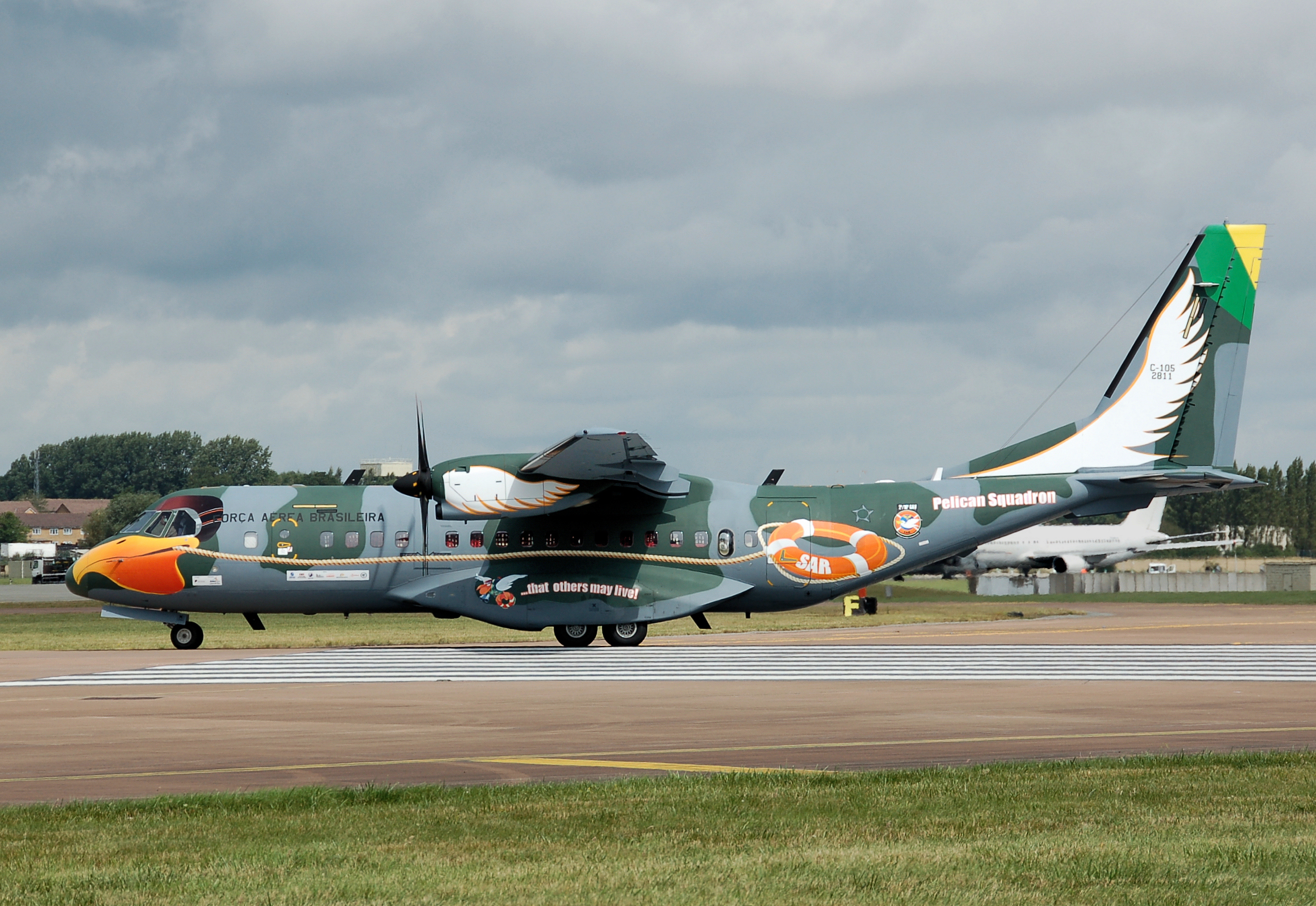
C-105A Amazonas Brasileiro

CN-235-10
Versão de produção inicial (15 fabricados por cada empresa), equipados com motores GE CT7-7A.
CN-235-100/110
Praticamente o mesmo que a série 10, mas com motores GE CT7-9C em novas naceles; substituiu a série 10 em 1988 a partir da 31ª aeronave produzida. A série 100 é produzido na Espanha e a série 110 na Indonésia, com elétrica melhorada, e sistemas de alerta também melhorados.
CN-235-200/220
Versão atualizada. Reforços estruturais foram realizados para aumentar os pesos operacionais, melhorias aerodinâmicas no bordo de ataque da asa e no leme, diminuição da pista necessária para operação e um alcance aumentado com carga máxima. A série 200 é produzida na Espanha e a série 220 na Indonésia.
CN-235-300
Modificação da CASA nas séries 200/220, com a suíte de aviônicos da Honeywell. Outras mudanças incluem um sistema de pressurização melhorado e a opção de instalação de um trem de pouso do nariz com duas rodas.
CN-235-330 Phoenix
Modificação das séries 200/220, oferecido pela IPTN com novos aviônicos da Honeywell, sistema ARL-2002 EW e 16.800kg de MTOW (Peso Máximo de Decolagem), para atingir o objetivo da Força  Aérea Real Australiana, realizando o Projeto 'Air 5190 para levantamentos técnicos de cargas, mas foi forçado por restrições financeiras a cancelar o projeto em 1998.
CN-235 MPA (Maritime Patrol Aircraft)
Versão de Patrulha Marítima
HC-144 Ocean Sentry
Designativo da Guarda Costeira dos Estados Unidos para um pequeno número de aeronaves destinadas a substituir os pequenos HU-25 Guardian.

## Operadores

### Operadores militares
Áustria
- Força Aérea da Áustria

 Botswana
- Força Aérea da Botswana

 Bophuthatswana

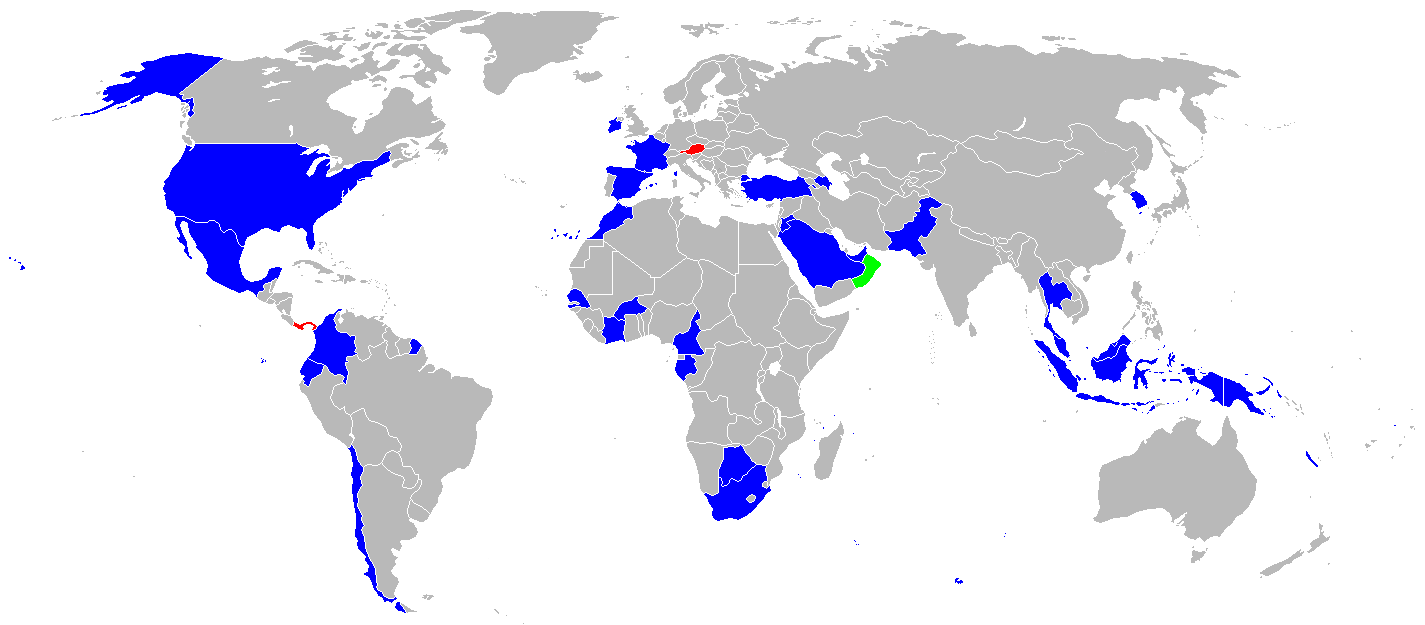
Operadores mundiais do CN-235:
Operadores Militares
Operadores Governamentais
Operadores Iniciais

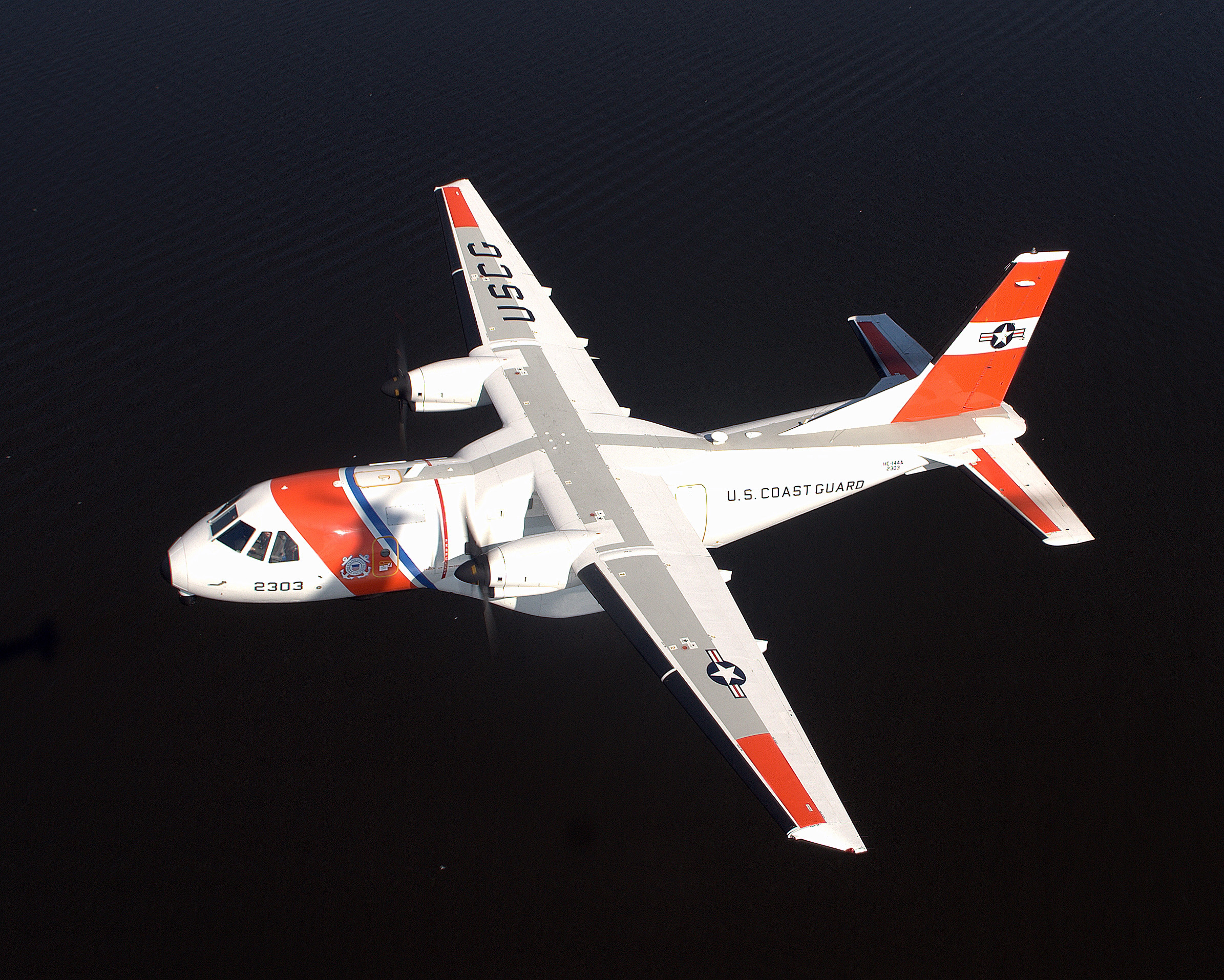
HC-144A Ocean Sentry da Guarda Costeira dos Estados Unidos (CN-235-300 MP Persuader).

- Força Aérea da Bophuthatswana (1 incorporado na Força Aérea da África do Sul)

 Brunei
- Força Aérea Real de Brunei (1)

 Burquina Fasso
- Exército de Burkina Faso

 Chile
- Exército do Chile (4 CN-235-100) Um perdido na Antarctica

 Colômbia
- Força Aérea Colombiana
- ''Armada Nacional Colombiana''

 Equador
- Força Aérea Equatoriana
- Marinha Equatoriana

 França
- Exército do Ar Francês 19 CN235-100, 18 atualizados na configuração CN235-200. 8 CN235-300 (solicitados em Abril de 2010)

 Gabão
- Força Aérea Gabonesa

 Indonésia
- Força Aérea da Indonésia (operando CN235-100M, CN235-220M, CN235MPA)

 Irlanda
- Corpo Aéreo Irlandês (2 x CN235MP)

 Jordânia
- Força Aérea Real Jordaniana (2 em leasing por muitos anos pela Força Aérea da Turquia, não mais em serviço)

 Malásia
- Força Aérea Real da Malásia (8 x CN235-220)

 México
- Marinha Mexicana (O congresso Mexicano aprovou a compra de 6 CN235-300MPA. Os dois primeiros tem a chegada estimada em Setembro 2010.[10][11])
- Polícia Federal do México[12]

 Marrocos
- Força Aérea de Marrocos (7)

 Nigéria
- Força Aérea da Nigéria (20 CN-235s em serviço)

 Paquistão
- Força Aérea Paquistanesa (4× CN235-220) [13]

 Panamá
- Força Aérea do Panamá(Until 1994)

 Papua-Nova Guiné
- Exército de Papua Nova Guiné (2 aeronaves CN-235M)

 Portugal
- Força Aérea Portuguesa

 Coreia do Sul
- Força Aérea da República da Coréia (20) Primeira utilização: Maio de 1994.

 Arábia Saudita
- Força Aérea Real da Arábia Saudita

 África do Sul
- Força Aérea da África do Sul (1)

 Espanha
- Força Aérea Espanhola (20)
- Guarda Civil Espanhola (2x versões de Patrulha)

 Tailândia
- Força Aérea Real Tailandesa operou 3 aeronaves.

 Turquia
- Força Aérea da Turquia (50 x CN235-100M)
- Marinha da Turquia (9 x CN-235 ASW/ASuW MPA com AMASCOS (Airborne Maritime Situation & Control System - Sistema de Controle Situacional Marítimo) da Thales)
- Guarda Costeira da Turquia (3 x CN-235 MPA com AMASCOS (Airborne Maritime Situation & Control System - Sistema de Controle Situacional Marítimo) da Thales)

 Emirados Árabes Unidos
- Marinha dos Emirados Árabes Unidos

 Estados Unidos
- Força Aérea dos Estados Unidos 427º Esquadrão de Operações Especiais
- Guarda Costeira dos Estados Unidos (10 HC-144s em serviço, 36 planejados para compra)[14]

### Operadores governamentais e paramilitares
Espanha
- ''Guardia Civil'' (2 X CN-235 MPA)

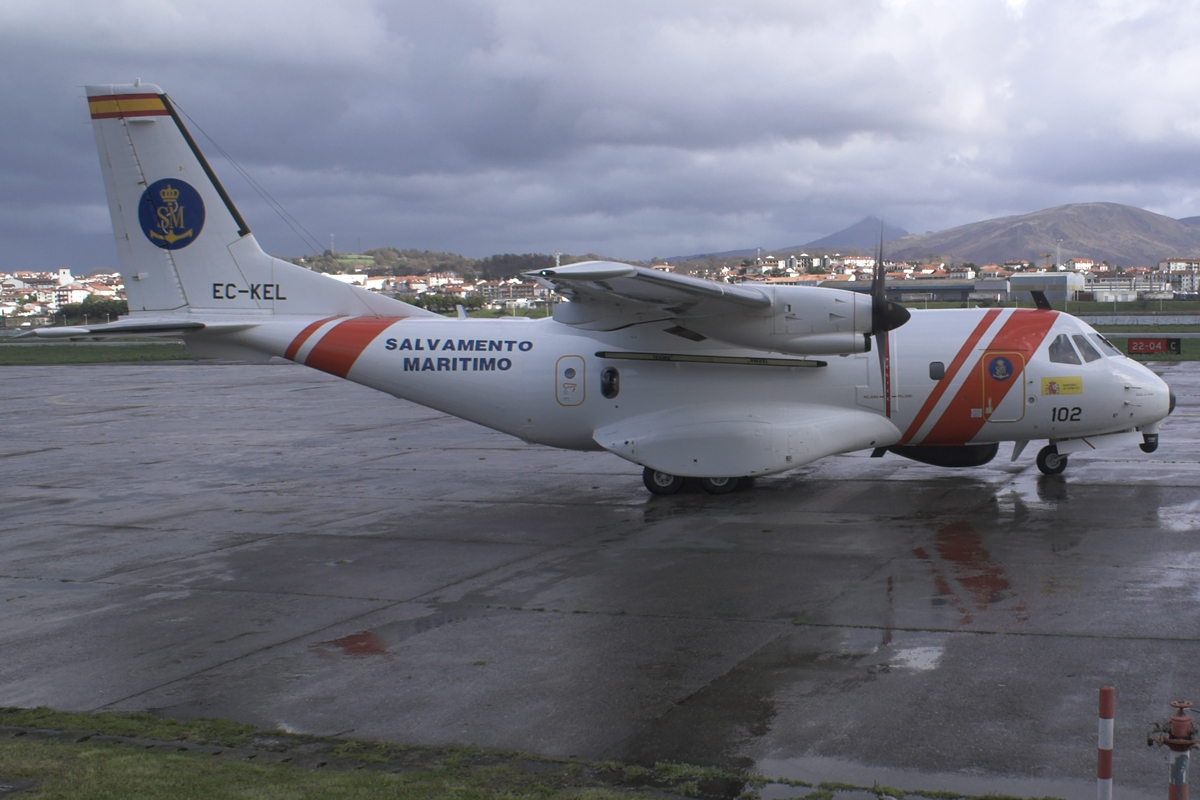
Um CASA CN-235-300 MPA do Serviço de Busca e Salvamento Espanhol

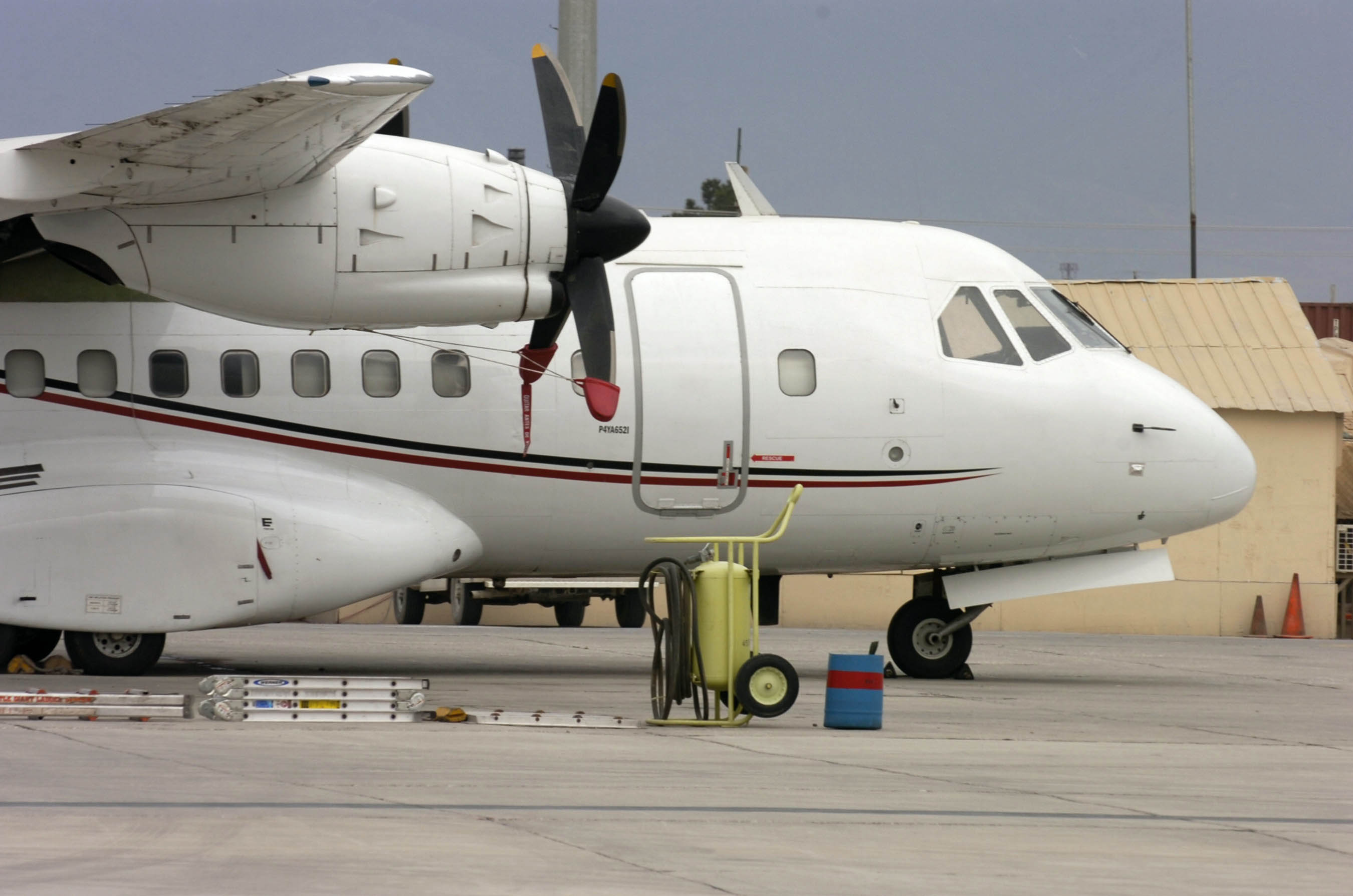
CN235 da Presidential Airways

- ''Sociedad de Salvamento y Seguridad Marítima'' (3 X CN-235 MPA)

 Tailândia
- Polícia Real Tailandesa (1 x CN235-300)

### Operadores civis
Indonésia
- Merpati e Pelita.

Espanha
- Binter Canarias e Binter Mediterraneo, ambas subsidiárias da Iberia, operaram quatro e cinco respectivamente entre 1989 e 1997.

Argentina
- Inter Austral, subsidiária da Austral Líneas Aéreas, foi posteriormente integrada à Aerolíneas Argentinas.

África do Sul
- Safair, que opera em Pretoria, África do Sul, possui dois CN-235s,

Madagascar
- Tiko Air tinha um (C012),

## Acidentes notáveis
Em 29 de Agosto de 2001, o Voo 8261 da Binter Mediterráneo (Matrícula EC-FBC) se acidentou próximo à N-340 (Rodovia ligando Cádiz-Barcelona), em torno de 200 metros próximo à pista 32 no Aeroporto Internacional Ruiz Picasso em Málaga, Espanha. O piloto reportou ao Controle de Tráfego Aéreo de Málaga, na aproximação final, que o motor esquerdo da aeronave havia falhado, e faria então um pouso de emergência. O avião desceu atingindo as primeiras luzes do canto da pista e parando bem próximo à N-340. A investigação subsequente ao acidente revelou que logo após a falha do motor esquerdo da aeronave, o Primeiro Oficial inadvertidamente desligou ambos os motores da aeronave, levando-a a uma perda total de potência. Quatro das 44 pessoas foram mortas, incluindo o piloto Capt. Fdez. Ruano. A aeronave se fragmentou.

## Especificações (CN-235)
Dados de: Airbus Military.
Descrições gerais
- Tripulação: 2
- Capacidade: 

  - 51 passageiros ou
  - 35 paraquedistas ou
  - 18 macas ou
  - 4 paletes HCU-6/E incluindo um na rampa
  - 6 000 kg (13 200 lb) de carga
- Comprimento: 21,40 m (70 ft)
- Envergadura: 25,81 m (85 ft)
- Altura: 8,18 m (27 ft)
- Área alar: 59,10 m² (636 ft²)
- Peso vazio: 9 800 kg (21 600 lb)
- Peso de decolagem: 15 100 kg (33 300 lb)

Motorização
- Número de motores: 2x
- Tipo do motor: Turboélice
- Fabricante/modelo: General Electric CT7-9C3
- Potência por motor: 1 305 hp (973 kW)

Performance
- Velocidade máxima: 450 km/h (280 mph)
- Velocidade total em Nó: 248 kn (459 km/h)
- Alcance: 4 355 km (2 710 mi)
- Razão de subida: 7,8 m/s
- Tecto de serviço: 7 620 m (25 000 ft)

Armamentos
- Número de pilones: 6x
- Mísseis dos pilones: 

  - CN-235 MPA: 6x pontos duros para mísseis AM-39 Exocet ou torpedos Mk.46